# Pierre David Lamm
Pierre David Lamm, född 1795, död 5 oktober 1857 i Stockholm, var en svensk handlare och tecknare.
Han var son till grosshandlaren David Mose Lamm och Hedda Levisson och från 1825 gift med Rebecka (Betty) Levinsson. Lamm studerade vid Konstakademien i Stockholm och medverkade i akademiens utställningar. 